# Martin, North Kesteven
Martin är en ort och civil parish i Storbritannien.   Den ligger i grevskapet Lincolnshire och riksdelen England, i den sydöstra delen av landet, 180 km norr om huvudstaden London. Martin ligger 20 meter över havet och antalet invånare är 764.
Terrängen runt Martin är platt, och sluttar österut. Runt Martin är det ganska tätbefolkat, med 111 invånare per kvadratkilometer. Närmaste större samhälle är Lincoln, 18,0 km nordväst om Martin. Trakten runt Martin består till största delen av jordbruksmark.